# Sivuca

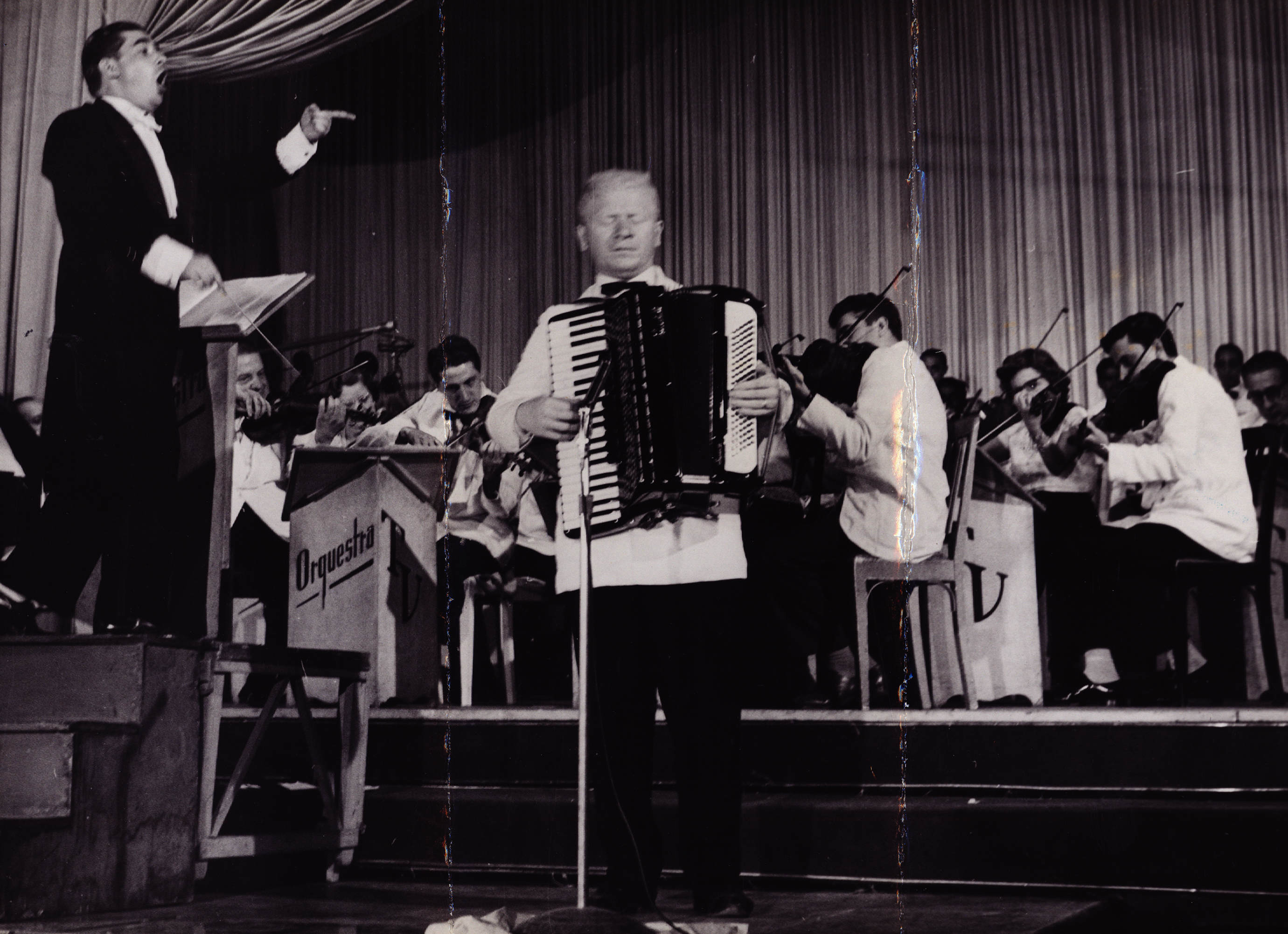
Sivuca ca 1960.

Severino Dias de Oliveira, känd under artistnamnet Sivuca, född 26 maj 1930 i Itabaiana, död 14 december 2006 i João Pessoa, var en brasiliansk musiker.

## Biografi
Sivuca kom från Itabaiana på landsbygden i den nordöstra delstaten Paraíba, där han började spela dragspel på mässor och fester vid nio års ålder. När han fyllde 15 flyttade han till Recife, huvudstaden i Pernambuco, där han började sin professionella karriär vid radion. Han antog då också sitt artistnamn. Vid arton års ålder blev han elev till Guerra Peixe och studerade arrangemang och komposition. Sivucas första album gavs ut 1950 där även Humberto Teixeira medverkade. Albumet innehöll hans första hit "Adeus Maria Fulô".
Sivuca flyttade till Rio de Janeiro 1955 och anställdes av ett radio- och TV-bolag. Han gav ut tre låtar som fick viss uppmärksamhet innan han 1958 reste till Europa för första gången tillsammans med gruppen Os Brasileiros. Sivuca var gruppens dragspelare. Han stannade i Lissabon och Paris där han spelade in skivor och gjorde shower. År 1964 begav han sig till New York, en stad han kom att stanna i under tolv år. Där arbetade han med Miriam Makeba och skrev bland annat arrangemanget till hennes superhit "Pata Pata". Sivuca turnerade i Asien, Afrika och Nord- och Sydamerika tillsammans med henne fram till 1969. Han arbetade också med andra brasilianska musiker i USA som Hermeto Pascoal, Airto Moreira och Gloria Gadelha. Den sistnämnda blev hans fru och hon var medskapare till forróklassikern "Feira de Mangaio". Andra framgångsrika samarbeten var med Harry Belafonte, Chico Buarque ("João e Maria") och Paulo Tapajós ("No Tempo dos Quintais" och "Cabelo de Milho"). Under 70-talet blev han populär i Skandinavien, men redan 1965 hade Sivucas kombination av dragspel och jamsång använts på Monica Zetterlunds inspelning av Att angöra en brygga.

## Diskografi
- ENFIM SOLO 1997
- PAU DOIDO 1993
- UM PÉ NO ASFALTO, UM PÉ NA BURAQUEIRA 1990
- LET'S VAMOS - SIVUCA & GUITARS UNLIMITED 1987
- AQUARELA DO BRAZIL - Ulf Wakenius 1987
- SANFONA E REALEJO - SIVUCA e RILDO HORA 1987
- CHIKO'S BAR - TOOTS THIELEMANS & SIVUCA 1986
- RENDEZ-VOUS IN RIO - SIVUCA / TOOTS THIELEMANS / SILVIA 1986
- SOM BRASIL 1985
- SIVUCA & CHIQUINHO DO ACORDEON 1984
- FORRÓ E FREVO VOL. 4 1984
- ONÇA CAETANA 1983
- FORRÓ E FREVO VOL. 3 1983
- FORRÓ E FREVO VOL. 2 1982
- VOU VIDA AFORA 1982
- FORRÓ E FREVO 1980
- CABELO DE MILHO 1980
- SIVUCA 1978
- SIVUCA E ROSINHA DE VALENÇA AO VIVO 1977
- LIVE AT THE VILLAGE GATE 1975
- SIVUCA 1973
- JOY - Trilha Sonora do Musical - OSCAR BROWN JR. / JEAN PACE / SIVUCA 1970
- PUTTE WICKMAN & SIVUCA 1969
- SIVUCA 1969
- GOLDEN BOSSA NOVA GUITAR 1968
- SIVUCA 1968
- RENDEZ-VOUS A RIO 1965
- MOTIVO PARA DANÇAR Nº 2 - SIVUCA E SEU CONJUNTO 1957
- MOTIVO PARA DANÇAR 1956